# Uwe Nettelbeck
Uwe Nettelbeck (Mannheim, 7 agosto 1940 – Bordeaux, 17 gennaio 2007) è stato un produttore discografico, giornalista e critico cinematografico tedesco.
È noto per essere stato il produttore della krautrock band tedesca Faust e per aver influenzato significativamente la musica tedesca nella fine degli anni settanta.
È stato anche uno dei più importanti critici cinematografici degli anni sessanta.
Si è sposato con la produttrice cinematografica e attrice Petra Nettelbeck e sua figlia Sandra Nettelbeck è una regista e autrice cinematografica.
Uwe Nettelbeck è morto di cancro a Bordeaux il 17 gennaio 2007.

## Album prodotti
- Faust: Faust (1971)
- Anthony Moore: Pieces From the Cloudland Ballroom (1971)
- Anthony Moore: Secrets of the Blue Bag (1972)
- Slapp Happy: Sort Of (1972)
- Faust: Faust So Far (1972)
- Slapp Happy: Acnalbasac Noom (1973)
- Faust: The Faust Tapes (1973)
- Faust: Faust IV (1973)
- Faust with Tony Conrad: Outside the Dream Syndicate (1973)
- Faust: Munich and Elsewhere (1986)
- Tony Conrad: Outside the Dream Syndicate (30th Anniversary Edition) (2002)
- Faust: Faust IV (UK Bonus CD) (2006)